# Contea di Etowah
La contea di Etowah, in inglese Etowah County, è una contea dello Stato dell'Alabama, negli Stati Uniti. La popolazione al censimento del 2000 era di 103 459 abitanti. Il capoluogo di contea è Gadsden.

## Geografia fisica
La contea si trova nella parte nord-orientale dell'Alabama. Lo United States Census Bureau certifica che l'estensione della contea è di 1421 km², di cui 1385 km² composti da terra e i rimanenti 36 km² composti di acqua.
La contea rientra geograficamente nell'altopiano del Cumberland. Il fiume Coosa scorre da nord a sud nella parte orientale della contea.

### Contee confinanti
- Contea di DeKalb - nord
- Contea di Cherokee - est
- Contea di Calhoun - sud-est
- Contea di St. Clair - sud-ovest
- Contea di Blount - ovest
- Contea di Marshall - nord-ovest

### Laghi e fiumi
La contea comprende i seguenti laghi e fiumi:
| Laghi | Fiumi |
| --- | --- |
| - Agricola Lake - Camp Sequoyah Lake - Thornton Number 1 Lake - Thornton Number 2 Lake - Thornton Number 3 Lake - Thornton Number 4 Lake - Thornton Number 5 Lake - Thornton Number 6 Lake | - Jacob Creek - Spring Branch - Little Sand Valley Creek - Millers Creek - Rocky Creek - Bristow Creek - Line Creek - Turkeytown Creek - Pole Creek |

## Principali strade ed autostrade
- Interstate 59
- Interstate 759
- U.S. Highway 11
- U.S. Highway 278
- U.S. Highway 411
- U.S. Highway 431
- State Route 77

## Storia
La contea di Etowah fu creata il 7 dicembre 1866 da parte delle contee di Cherokee e DeKalb. Fu chiamata inizialmente contea di Baine in onore del generale David W. Baine. Tuttavia, fu abolita nel 1867 e l'anno successivo venne creata l'attuale contea di Etowah con lo stesso territorio della precedente contea. Il nome fu scelto dalla lingua Cherokee e si riteneva significasse "albero commestibile". L'origine più probabile è la parola italwa, che significa "città" in lingua Muskogean dei Cherokee, Creek e altri popoli nativi del sud-est.
È il centro della area metropolitana statistica di Gadsden, che comprende oltre alla stessa Contea di Etowah anche la Contea di Cherokee (Alabama).

## Società

### Evoluzione demografica
Abitanti censiti (migliaia)

## Comuni[8]
- Altoona - town[9]
- Attalla - city
- Ballplay - CDP
- Boaz - city[10]
- Bristow Cove - CDP
- Carlisle-Rockledge - CDP
- Coats Bend - CDP
- Egypt - CDP
- Gadsden (capoluogo) - city
- Gallant - CDP
- Glencoe - city[11]
- Hokes Bluff - city
- Ivalee - CDP
- Lookout Mountain - CDP
- New Union - CDP
- Ohatchee[11]
- Rainbow City - city
- Reece City - town
- Ridgeville - town
- Sardis City - town
- Southside - city
- Tidmore Bend - CDP
- Walnut Grove - town
- Whitesboro - CDP